# シャルロワ (小惑星)
シャルロワ (1510 Charlois) は、小惑星帯にあるC型小惑星である。エウノミア族に近い軌道を持つが、S型小惑星で構成されるエウノミア族には含まれない。
1939年2月22日にフランスの天文学者アンドレ・パトリーがニース天文台で発見した。
多くの小惑星を発見したフランスの天文学者オーギュスト・シャルロワに因んで命名された。